# Diederik X van Kleef
Diederik X van Kleef (Diederik VIII volgens een andere telling) (1374-1398) was de tweede zoon van graaf Adolf III van der Mark en Margaretha van Gulik.
In 1393 volgde hij zijn vader op als graaf van Mark (in feite daardoor Diederik I van Mark). Hij overleed al in 1398 bij een gevecht. Zijn broer Adolf volgde hem op. Diederik was getrouwd met Margaretha van Gelre, dochter van Reinoud I van Gelre.